# Metzgeriidae
Metzgeriidae — підклас печіночників класу юнгерманієвих печіночників (Jungermanniopsida). Включає близько 330 видів.

## Класифікація
Підряд складається з двох порядків, чотирьох родин, 11 родів, 330 видів.
- Порядок Aneurales
  - Родина Aneuraceae
  - Родина Mizutaniaceae
  - Родина Verdoorniaceae
- Порядок Metzgeriales
  - Родина Metzgeriaceae